# Bunker (Kurzfilm)
Bunker ist ein US-amerikanischer Kurzfilm aus dem Jahr 2014. Regie führte Ned Ehrbar. Die Produktionskosten beliefen sich auf 10.000 US-Dollar, die per Crowdfunding beschafft wurden.

## Handlung
Bunker handelt von der Roboter-Apokalypse. Die Menschheit ist nahezu zerschlagen. Einige Überlebende haben sich in einen Militärbunker gerettet. Während draußen die Schlacht tobt, flirtet Max in jeder möglichen Situation mit Becker. Doch die Idylle trügt, denn es ist im Bunker nicht alles so wie es scheint.

## Hintergrund
Die Dreharbeiten für diesen Kurzfilm fanden an drei Tagen im Mai 2013 statt. Bunker wurde am 7. Januar 2014 auf dem internationalen Idyllwild Kinofestival in Idyllwild veröffentlicht.